# Fernanda Rodrigues
Fernanda Garay Rodrigues (* 10. Mai 1986 in Porto Alegre) ist eine brasilianische Volleyballspielerin. Bei den Olympischen Spielen 2012 in London gewann sie die Goldmedaille, bei den Olympischen Spielen von Tokio (2021) die Silbermedaille.

## Karriere
Rodrigues begann ihre Karriere 2002 bei Sociedade de Ginástica Porto Alegre. In der nächsten Saison spielte sie bei São Caetano EC. Anschließend wechselte sie zum Minas Tênis Clube. 2005 gewann sie mit dem brasilianischen Nachwuchs die U-20-Weltmeisterschaft. Von 2008 bis 2010 spielte die Außenangreiferin bei EC Pinheiros. 2010 debütierte sie in der A-Nationalmannschaft und erreichte das Endspiel der Weltmeisterschaft. In der folgenden Saison war Rodrigues in der japanischen Liga bei NEC Red Rockets aktiv. 2011 kehrte sie in die Heimat zurück und ging zu Vôlei Futuro. Mit der Nationalmannschaft wurde sie Zweite im Grand Prix und gewann sowohl die Panamerikanischen Spiele als auch die Südamerikameisterschaft. 2012 nahm sie nach dem erneuten zweiten Platz im Grand Prix an den Olympischen Spielen in London teil und gewann mit Brasilien die Goldmedaille.
Im Jahr 2021 holte sie bei den Olympischen Spielen in Tokio die Silbermedaille. Nach dem Turnier erklärte sie ihren Rücktritt aus der Nationalmannschaft.